# 王の菜園
王の菜園（おうのさいえん、仏語：Potager du Roi）は、フランス、ヴェルサイユにある、ルイ14世の食卓のために造られた菜園である。1678年から1683年にかけて、ルイ14世の庭師で農学者でもあったジャン＝バティスト・ドゥ・ラ・カンティニーの監督の元、王の第一造園家、ジュール・アルドゥアン＝マンサールによって建設された。
現在はランドスケープアーキテクトを養成する、国立ペイザージュ・造園学校（略称ENSP）の敷地であり、その管理下にある。
隣接するバルビ公園とともに、1926年3月15日に法令により歴史的建造物に指定された。1979年以来、ヴェルサイユ公園とともにユネスコの世界遺産に登録されている。

## 所在地
10 rue du Maréchal-Joffre, Versailles, France

## 造園の経緯
1667年、当時の有力者の領地での造園を行ってきたラ・カンティニーは、ルイ13世時代から続く菜園の整備を行うようになる。
1670年、ラ・カンティニーが、宮廷の財務総監、ジャン＝バティストコルベールからルイ14世に紹介され、王の庭師に任命される。
1678-1683年、ルイ13世の菜園が手狭になり、新たに大規模な菜園が必要になる。ラ・カンティニーが監督、ジュール・アルドゥアン＝マンサールが作庭を請け負う。
1679-82年、ルイ14世は並行して、ピエス・ドー・デ・スイスと呼ばれる人工池を隣の湿地帯に造営し、景観を創り出す目的の他に、菜園の潅水にも役立てた。
池を造った際に出た土は、菜園の整備に利用した。
1682-3年、庭師が滞在できる石造りの建物を、敷地の北西部に新設。この時、菜園の石造りの高台や壁も同時に建設されていた。

## 菜園の構成
- 菜園全体で9ヘクタールある。
- 中央の溜池を囲む正方形の菜園は、主に野菜を栽培する。左右対称に16の区画に区切られ、溜池は野菜に水をやるために利用される。
- 周囲を石造りの高台で取り囲んで風を防ぎ、石の壁に梨の木などが固定されている。
- 壁の裏側にも、主にりんご、梨、桃、いちじくなどの果樹が固定され、または一列に植えられて同じ形に成形されている。この部分は、造園当初は29区画に分かれていたが、その後11区画に減り、1782から85年に、湿気を減らし風通しをよくするために壁をいくつか取り除いた結果、5区画まで減少した。ただしこの部分は今でも「11(仏語でオンズ、les onze)」と呼称されている[7]。
- 王がピエス・ドー・デ・スイスと菜園を行き来できるよう、「王のゲート」と呼ばれる鉄格子門をピエス・ドー・デ・スイス側に設けた。門の上にルイのイニシャル「L」をあしらった装飾が施されている。王は、宮殿のオランジュリーの階段を下り、ピエス・ドー・デ・スイス側に渡り、その横を通り、王のゲートから果樹園に入り、実際に畑に下りて、果樹に触れて様子を見るなどしたという[7]。

（この門は、設置当時の姿が残っている希少な例であり、ワールドモニュメント財団が、1993年に修復を行った。）

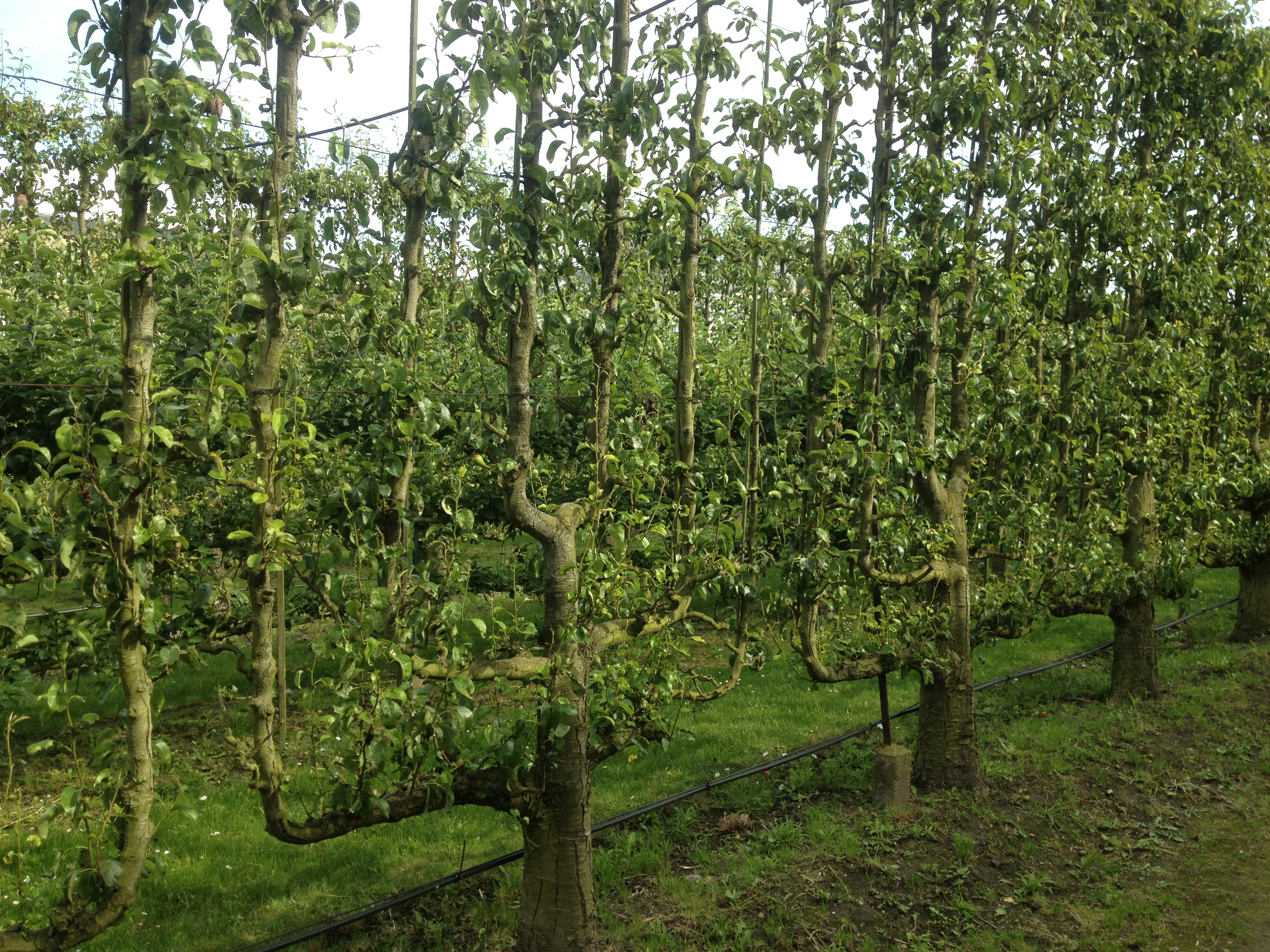
「11」の区画で、成形されている果樹
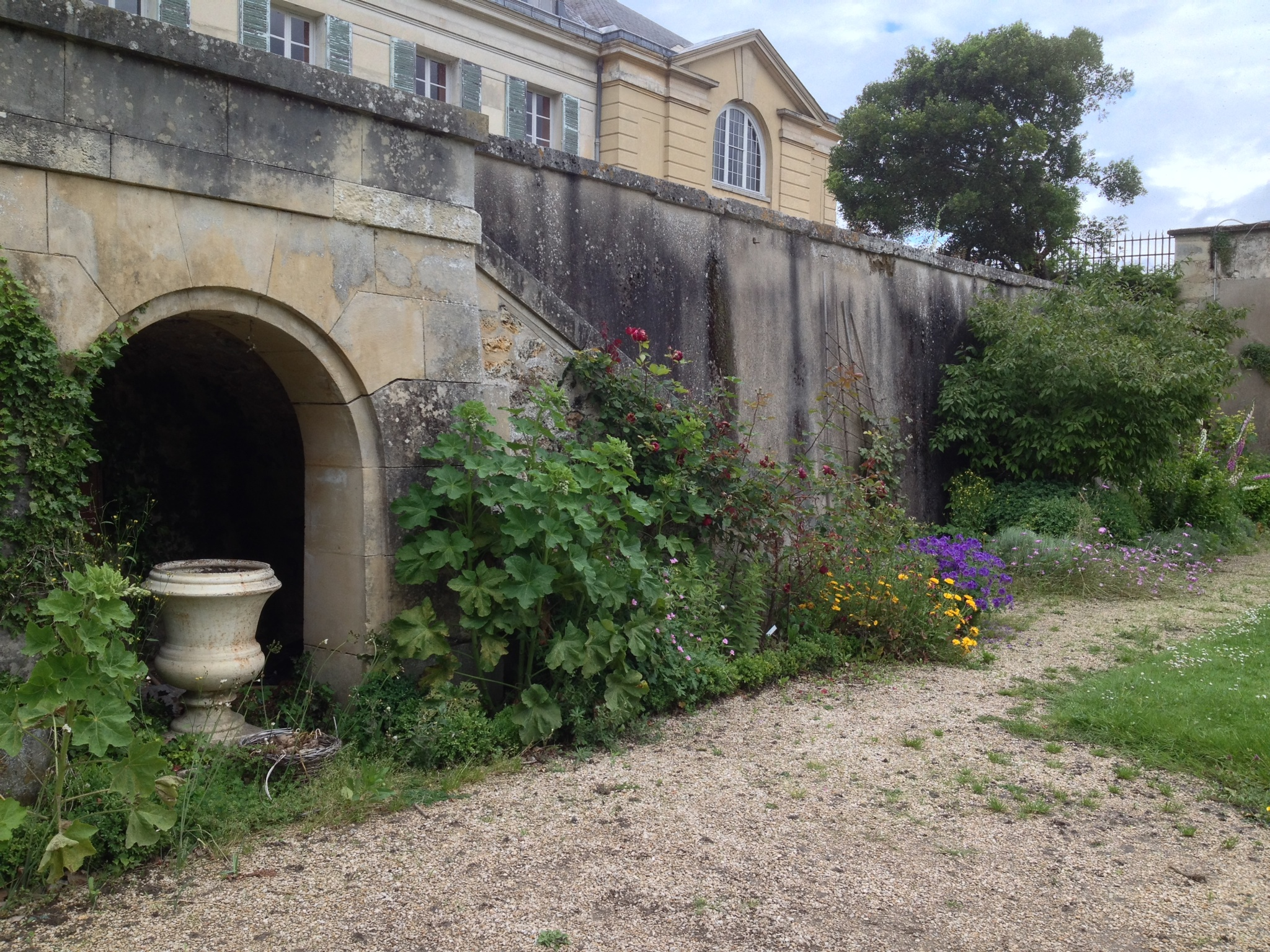
菜園を囲む高台の一部
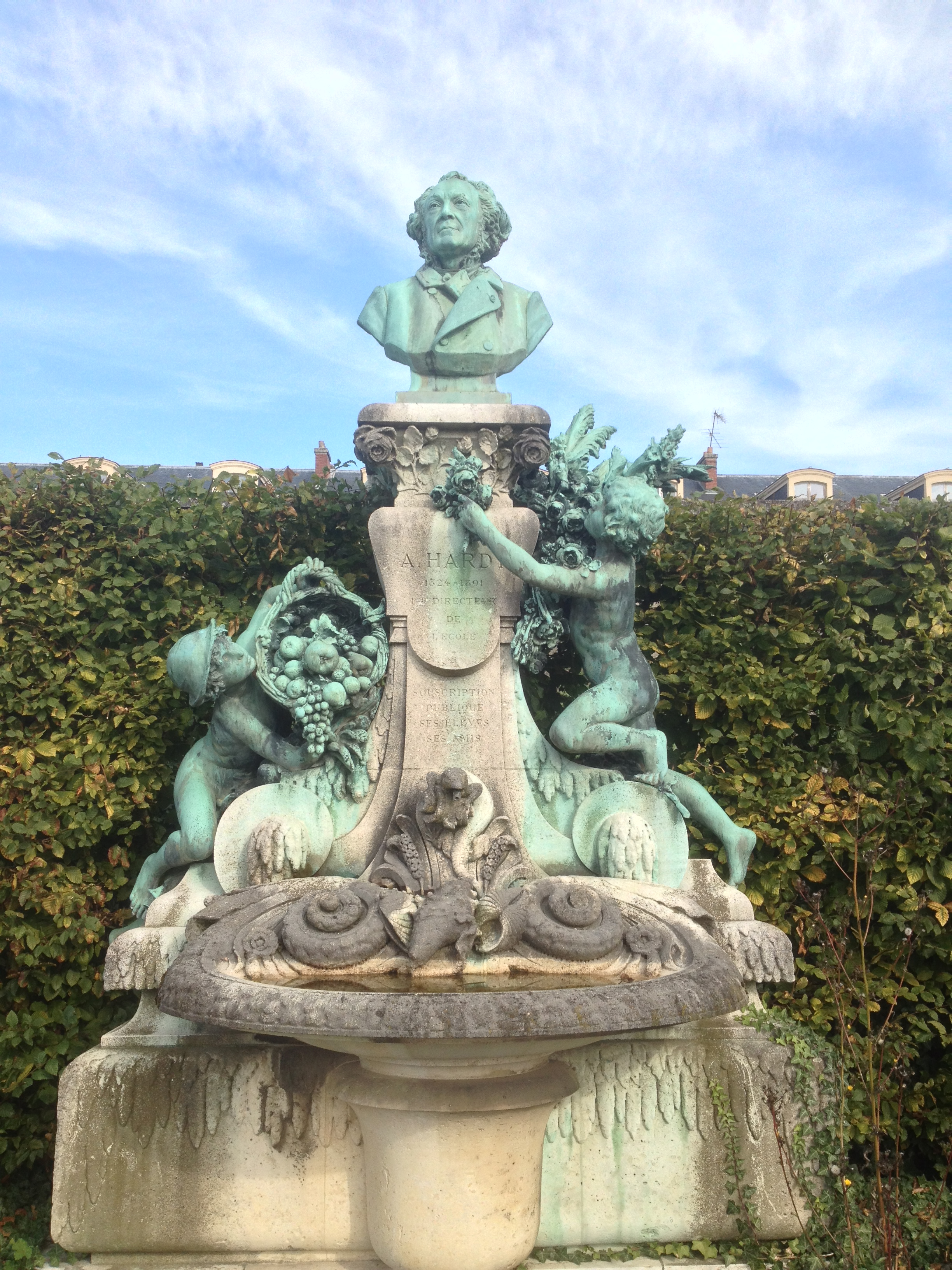
オーギュスト・アルディを記念するモニュメント（菜園内に設置）
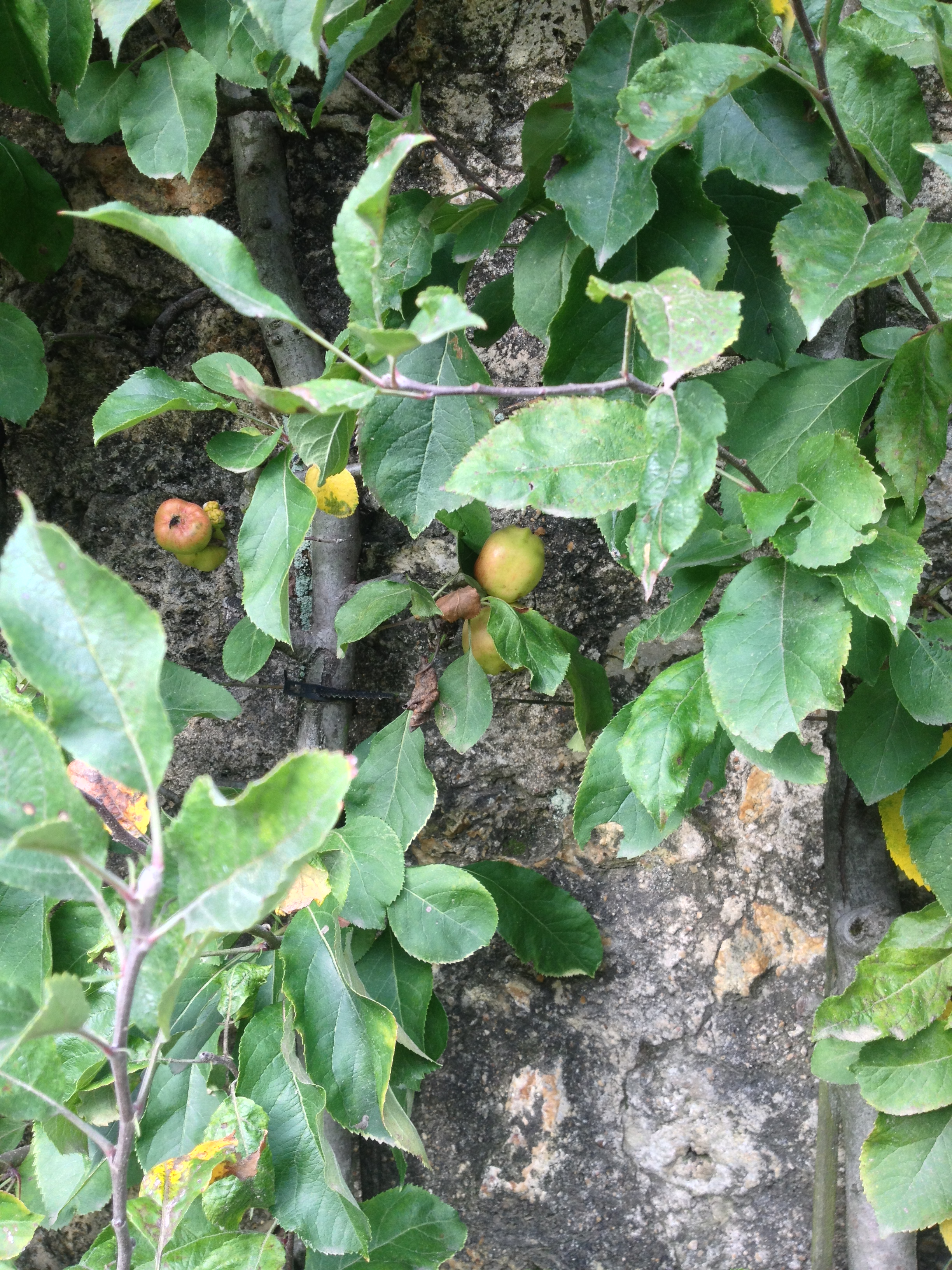
壁に固定されている果樹
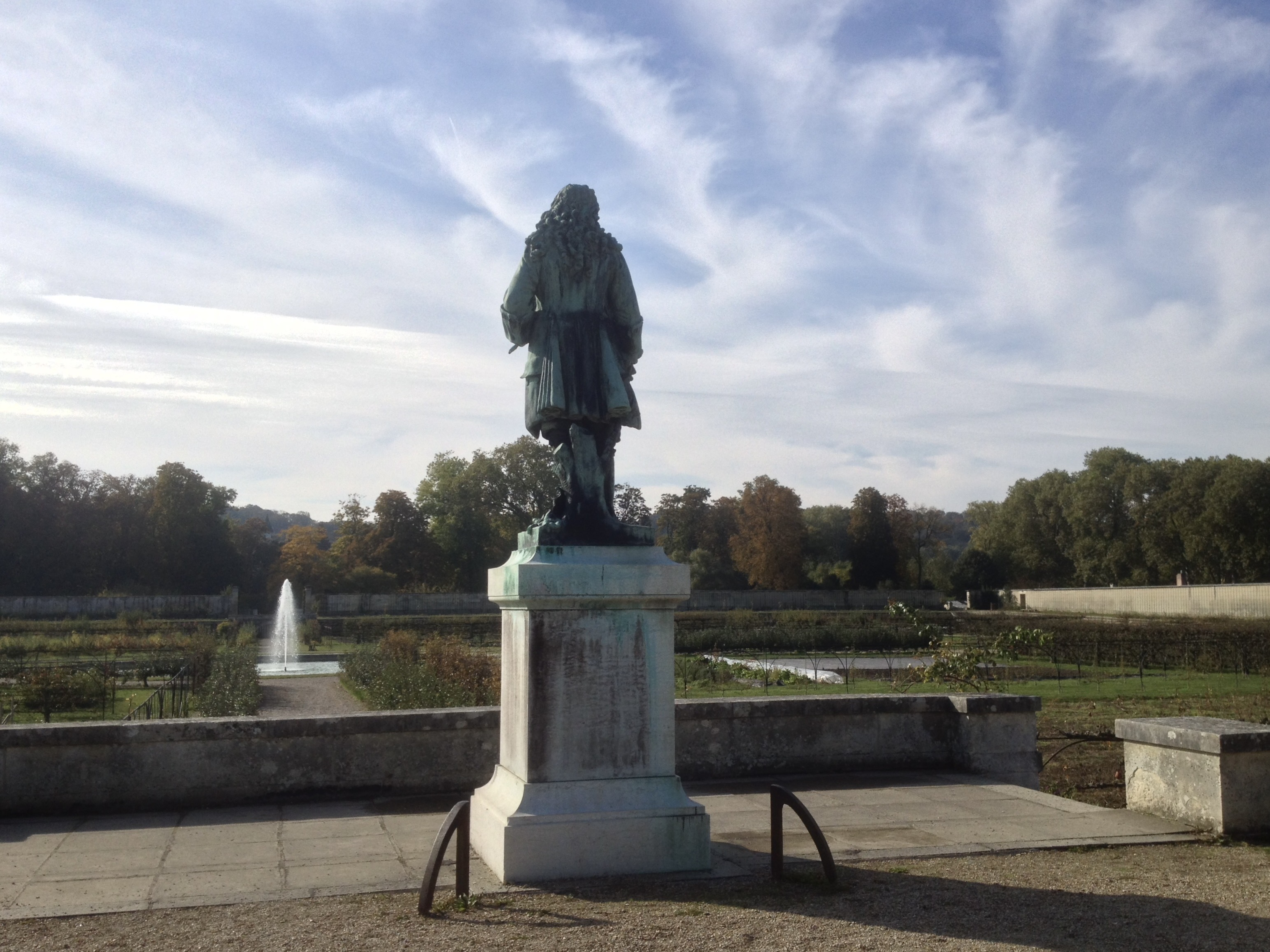
カンティニーの像が菜園を囲む高台に立っている。奥に、正方形の菜園中央の溜池の噴水。
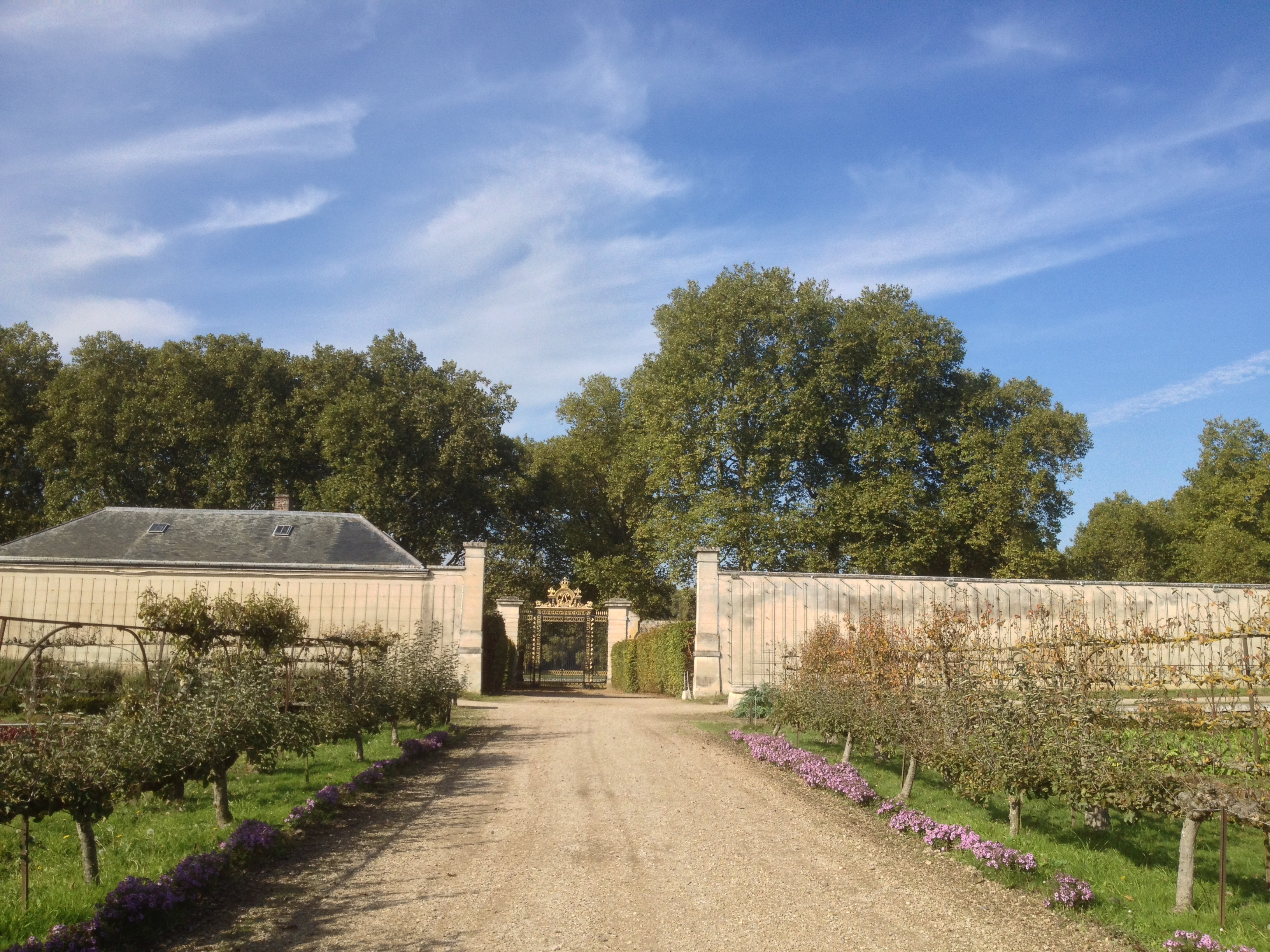
ピエス・ドー・デ・スイス側の「王のゲート」
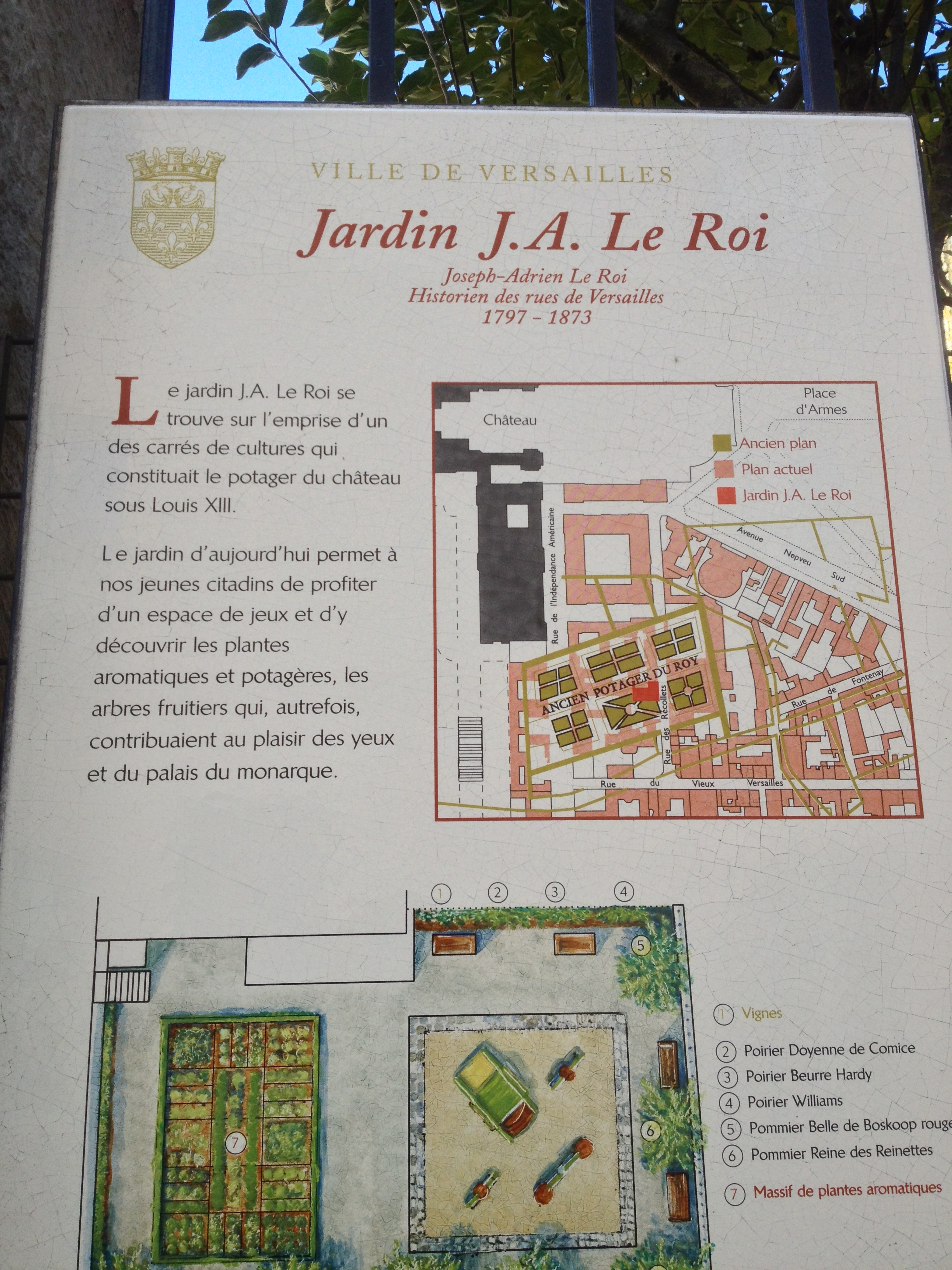
ルイ13世時代の菜園の見取り図がある、J.A.ルロワ公園

## 栽培技術の研究
一年を通して野菜と果物を途切れることなく宮廷に届けられるよう、カンティニーは、よりよい栽培技術を研究し続けた。
宮殿の厩舎から運ばれる堆肥も利用し、牛と馬では堆肥の効能も違うため、目的により使い分けるなどして、作物の質を向上させた。このような研究が、カンティニーの名声を一層高めた。
1687年、没後一年前、その功績により、ルイ14世から貴族の称号を受けている。

## ル＝ノルマン家による発展とその後
庭師フランソワ・ル＝ノルマン(François Le Normand) が、カンティニーの没後3年経った1691年に菜園の監督となり、その後90年にわたり、ル＝ノルマン一家が代々監督を引き継いでゆく。フランソワは、弱った樹木を植え替えたり、アスパラ専用の畑を菜園の外に作るなどの工夫で発展に貢献した。

### ルイ15世の時代
フランソワの息子、フランソワ＝ドゥ・ル＝ノルマンは、コーヒーの木を導入し、ルイ15世に大変喜ばれた。
1732年、フランソワの兄弟、ルイは、オランダ式の温室（丸天井で背が低いタイプ）を導入し、1735年には王にパイナップルを献呈した。温室は作業者の仕事を楽にし、菜園の大きな進歩につながったが、やがて1749年以降、ルイ15世が、トリアノンの植物園に宮廷の予算を充てたため、菜園の状況は停滞する。
1759年、ルイの息子、ジャック＝ルイが、宮廷に、保存用食料を提供する必要ができたため、菜園の活動が一定に維持されることになった。彼も常に研究を重ね、アスパラ、いちじく、メロンの栽培は高く評価され、頻繁に旅に出ては、持ち帰った種を菜園に根付かせる努力をした。1792年の死去に際し、宮廷の財務監アンジヴィレール伯(fr)から、菜園の経営を整え、支出を抑えた上で今までになく多種の植物を発展させたことが評価された。

### 革命以降
1793年ごろから、革命の影響で経営が苦しくなり、個人に土地を分割して貸すなどの対策がとられ、教育のために菜園を利用する案として、1798年に実験農園が開かれる。
1815-18年、王政復古によりルイ18世が王位に就き、再び菜園が王のための果樹園に戻り、農学者でもあるルリユール伯が、王の庭園と菜園の監督として、ラ・カンティニー時代からあった株数を上回ると思われるほどの樹木を新しく植え替え、科学的な視点から菜園を見直し、ラ・カンティニー以来の方法を刷新した。
1818年-49年、植物学者のプラシド・マッセイ(fr)は、ケールなどの新種を導入し、また温室の温度調整技術も向上させ、パイナップル、バナナなどの栽培を発達させた。

## 学校の設立
1866年ごろから、農業教育を整えようという声が農業界や県から上がり、1872年に学校設立のための法案が、農業に詳しいジャーナリスト、ピエール・ジョワノー(fr)から出され、1874年に国立高等園芸学校(略称ENSH)が、菜園の責任者であったオーギュスト・アルディを初代校長に、菜園内に開校。できた作物を販売することで資金を得る仕組みで、2年の学業と実技が課せられていた。
1976年、ENSHから、風景デザイン分野について国立高等ペイザージュ・造園学校(略称ENSP)が引き継ぎ、ランドスケープアーキテクトの国家資格を取得する課程を設置し、改組の上、現在の学科課程が制定されるに至る。